# 이종접합
이종접합(Heterojunction)은 서로 다른 결정 반도체의 2개의 층 또는 영역 사이의 접점(interface)이다. 이러한 반도체 물질은 동종접합 (homojunction)과는 달리 불균일한 띠틈을 갖는다. 반도체 레이저, 태양 전지 및 트랜지스터(이종 트랜지스터, heterotransistors)를 포함한 많은 반도체 장치 응용 분야에서 전자 에너지 띠를 설계하는 것이 유리하다. 전기 소자에서 다중 헤테로 접합의 조합은 헤테로 구조(heterostructure)라고 부르지만, 두 용어는 일반적으로 상호 교환 가능하게 사용된다. 각각의 물질이 불균등 한 띠틈을 갖는 반도체인지는 상황따라 달라질 수 있다. 특히 전자 특성이 공간 특성에 의존하는 작은 길이의 스케일의 경우에 그렇다. 이형 접합의 보다 현대적인 정의는 금속, 절연물질, 고속 이온 전도체 및 반도체 물질의 결정질 및 비정질 구조를 포함하는 임의의 2개의 고체 상태 물질 사이의 접점이다.
2000년에 허버트 크뢰머(캘리포니아 대학교 샌타바버라)와 조레스 알표로프(Ioffe Institute, 상트페테르부르크)에게, "고속 광전자 및 광전자 공학에 이용되는 반도체 헤테로 구조의 개발"의 공로로 노벨 물리학상이 공동 수여되었다.

## 제조 및 응용
이형 접합을 제조하기 위해서는 일반적으로 증착 두께를 정밀하게 제어하고 깔끔하게 격자 매칭된 인터페이스를 만들기 위해 분자 빔 에피택시(MBE) 또는 화학기상증착(CVD) 기술이 필요하다.
높은 제조 비용에도 불구하고, 이형 접합은 그들의 독특한 특성이 중요한 특수화된 응용 분야에서 사용된다:
레이저 : 1963년에 이 분야의 저명한 과학자인 허버트 크뢰머가, 이형 구조에 의해 population inversion이 크게 향상될 수 있다고 제안하면서, 레이저에서 이형 접합의 사용이 제안되었다.
알루미늄 비소(AlAs)과 같은 두 개의 더 큰 밴드 갭 층 사이에 갈륨비소와 같은 더 작은 직접 띠틈 물질을 통합함으로써, 전하 운반자는 제한되어 낮은 전류로 실온에서 레이저가 발생할 수 있다. 이형 구조 제작의 재료 과학이 크뢰머의 아이디어를 따라 잡는 데 수년이 걸렸지만 지금은 업계 표준이다. 띠틈은 양자 우물 구조에서의 양자 크기 효과를 이용하여 조절할 수 있다는 것을 나중에 발견했다. 또한, 이형 구조는 인터페이스에서 발생하는 인덱스 스텝(index step)의 도파관으로 사용될 수 있으며, 이는 반도체 레이저 사용시의 또 다른 주요 장점이다. CD 및 DVD 플레이어 및 광섬유 송수신기에 사용되는 반도체 다이오드 레이저는 다양한 III-V 및 II-VI 화합물 반도체 층을 교대 로 사용하여 레이저 이형 구조를 형성함으로써 제조된다.
바이폴라 트랜지스터 : 바이폴라 접합 트랜지스터의 베이스 이미터 접합으로 이형 접합을 사용하면 매우 높은 순방향 이득과 낮은 역 이득이 발생한다. 이것은 매우 우수한 고주파 동작 (수십 - 수백 GHz의 값)과 낮은 누설 전류로 해석된다. 이 소자는 HBT(heterojunction bipolar transistor)라고 한다.
전계 효과 트랜지스터 : 이형 접합은 상당히 높은 주파수 (500GHz 이상)에서 작동할 수 있는 고 전자 이동성 트랜지스터(HEMT)에 사용된다. 적절한 도핑 프로파일 및 밴드 정렬은 매우 적은 산란이 발생할 수 있는 도펀트가 없는 영역 내에서 2차원 전자 가스를 생성함으로써 매우 높은 전자 이동도를 발생시킨다.

## 같이 보기
- 동종접합